# Ketapang Daya
Ketapang Daya is een bestuurslaag in het regentschap Sampang van de provincie Oost-Java, Indonesië. Ketapang Daya telt 10.379 inwoners (volkstelling 2010).